# Vincenzo di Soignies
Vincenzo di Soignies, al secolo Madelgario, in francese Saint Vincent, Madelgarius de Famars de Hainaut, in lingua irlandese Maelceadar (Castello di Sotteville a Strépy-Bracquegnies, 607 circa – Soignies, 14 luglio 677), è stato un nobile franco del VII secolo, di probabili origini irlandesi, che fondò un monastero, si fece monaco ed è venerato come santo dalla Chiesa cattolica.

## Biografia
Personaggio di primo piano alla corte del re Dagoberto I, compì diverse missioni in Irlanda e nella penisola iberica. Egli rientrò dall'Irlanda, terra dalla quale proveniva la sua famiglia, con alcuni missionari, fra i quali Foillano, affinché evangelizzassero le zone ancora pagane del regno.
Egli sposò Valdetrude di Mons, dalla quale ebbe quattro figli, tutti successivamente canonizzati. Terminata l'educazione dei figli, i due decisero di dedicarsi alla vita monastica. Maldegario divenne monaco con il nome di Vincenzo e fondò l'Abbazia di Haumont, ad Hautmont. Tuttavia, troppo disturbato ad Hautmont, si isolò ancora, trovandosi un eremo ove visse fino alla morte e che divenne in seguito la cittadina di Soignies, della quale egli è il santo patrono e dove sono conservate e venerate ancor oggi le sue reliquie.

## Culto

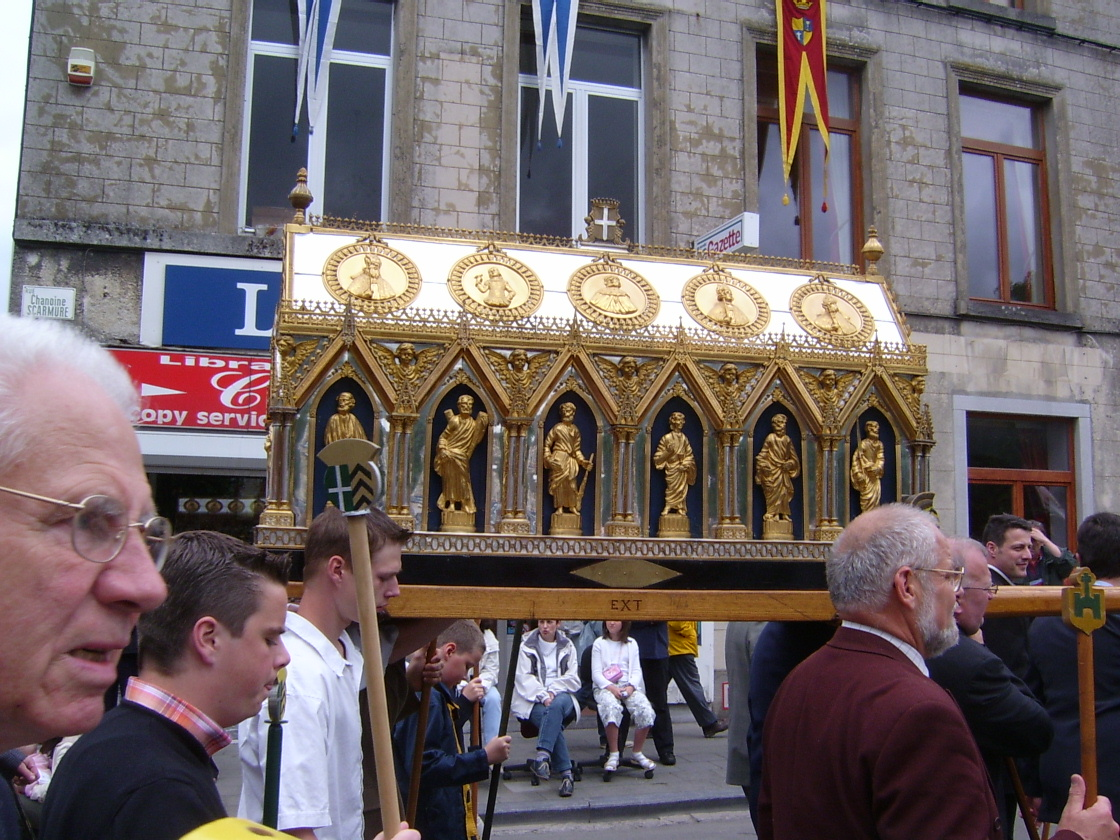
Cassa di san Vincenzo: la processione a Soignies nel 2007.

Numerosi discendenti di San Vincenzo vennero a prestare giuramento sulla sua tomba (conti di Hainaut, famiglie d'Austria, etc.). Fra i più illustri si annoverano: Alberto I di Baviera (1387); Carlo il Temerario (1470); Massimiliano I d'Asburgo (1512), ecc.
La sua Memoria liturgica cade il 14 luglio.
Ogni anno, tutti i lunedì della Pentecoste, gli abitanti di Soignies si riuniscono la mattina presto per le grand tour, la lunga processione con la quale la cosiddetta "cassa di San Vincenzo" viene portata a spalle intorno alla città in un percorso di 13 km. Questa tradizione fu citata per la prima volta nel 1262 (atto ufficiale del 4 aprile 1262 del vescovo di Cambrai Nicolas III de Fontaine ma è probabile che abbia origini più antiche. Nel pomeriggio, secondo una tradizione più recente, si svolge una processione storica.
L'itinerario della processione è schematizzato in una "carta" detta carta Ferraris, risalente al XVIII secolo.

## Discendenza

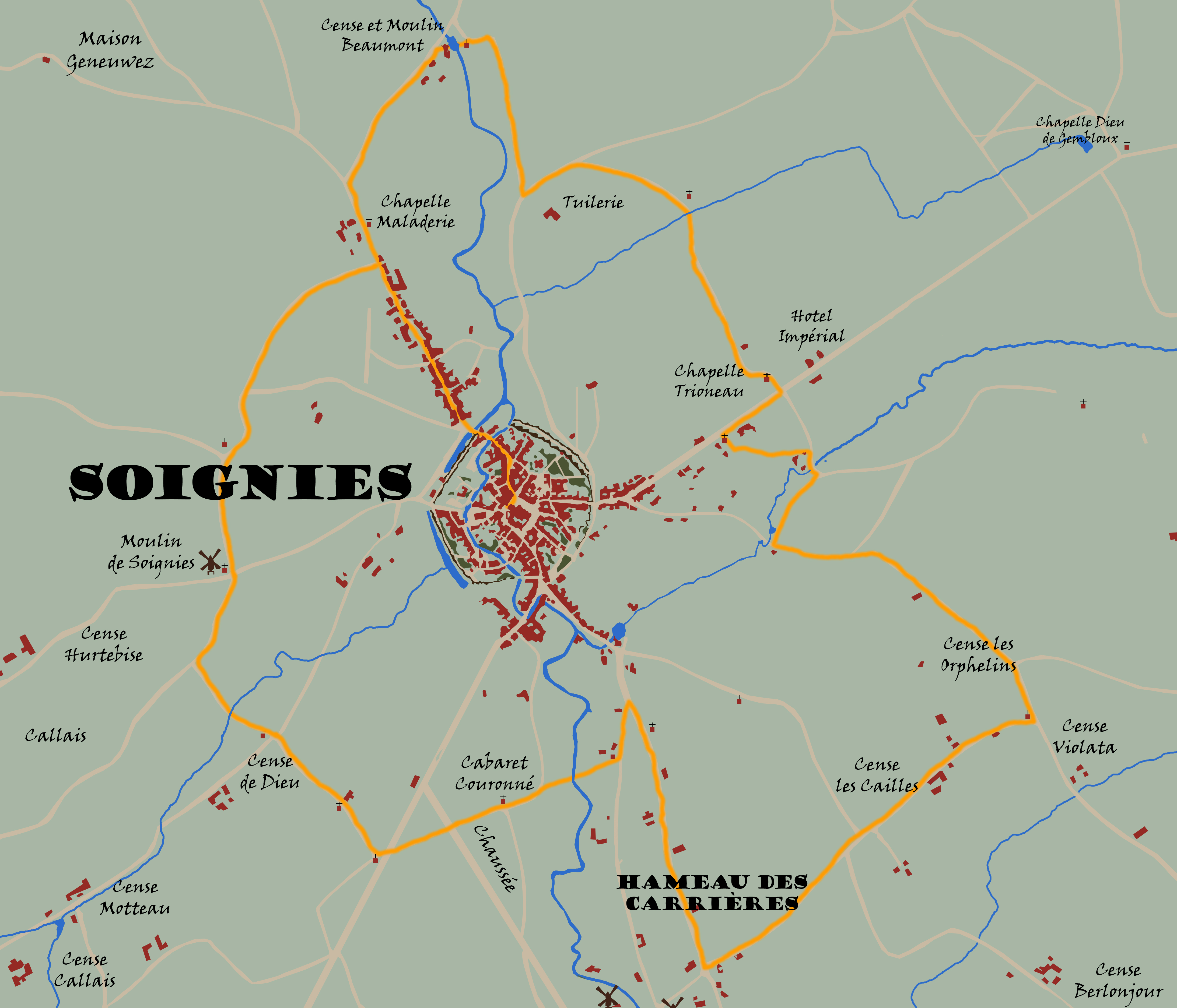
Carta Ferraris - ca 1775

Dalla consorte Valdetrude di Mons ebbe quattro figli, tutti saliti agli onori degli altari:
- Aldetrude (†696), che succedette alla zia santa Aldegonda come badessa dell'abbazia di Maubeuge; è celebrata come santa il 25 febbraio[3]
- Madelberta (†706), monaca, succedette alla sorella Aldetrude come badessa dell'abbazia di Maubeuge; è celebrata come santa il 7 settembre[4]
- Landerico (Landry) di Soignies († verso il 700), vescovo a Meaux e poi abate di Hautmont succedendo al padre; celebrato come santo il 17 aprile[5]
- Deutelino di Mons, deceduto all'età di sette anni, è celebrato come santo il 16 marzo ed il 14 luglio

## Collegamenti esterni

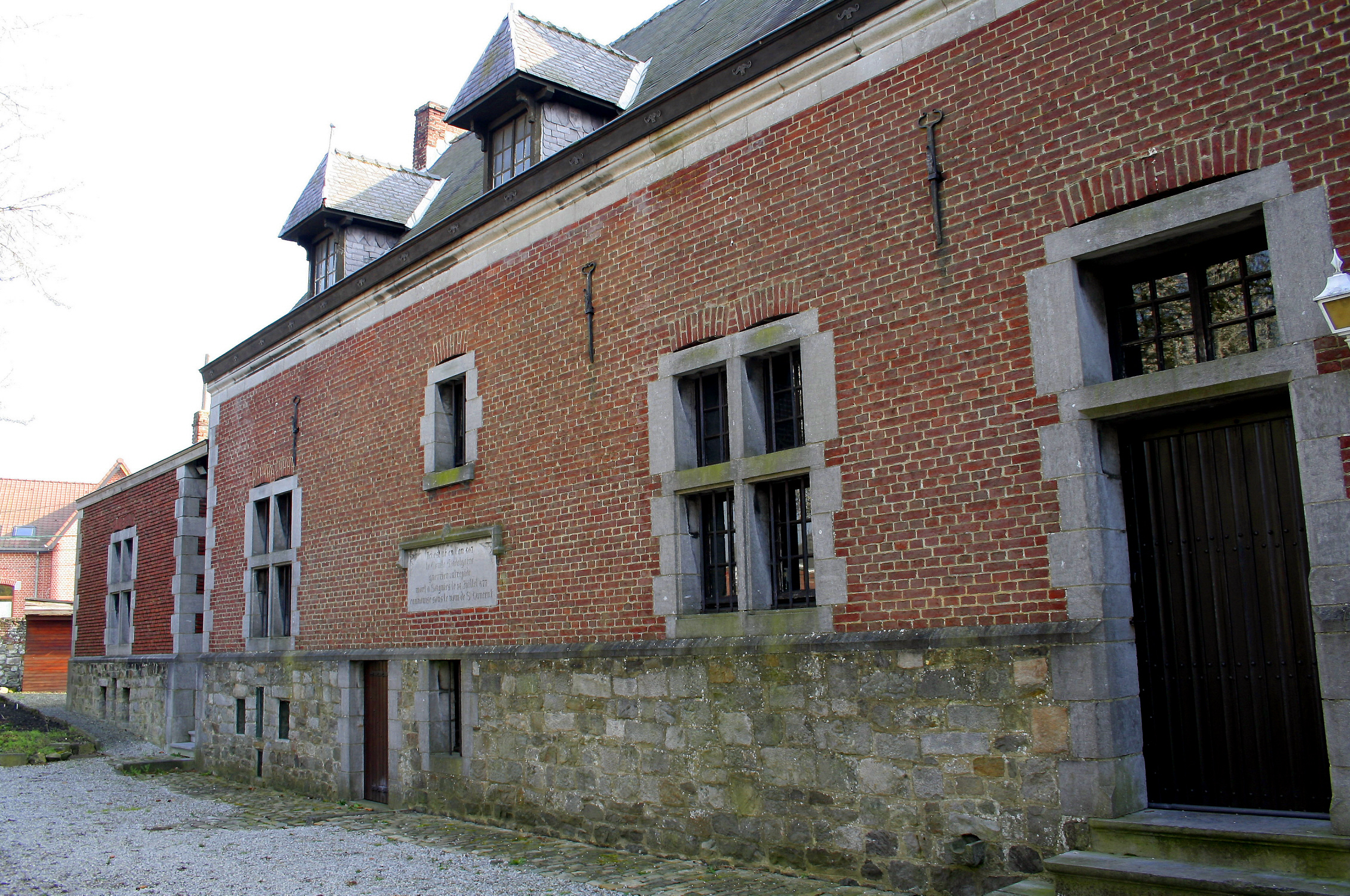
Luogo di nascita di SanVincenzo di Soignies.